# Raymond Ebanks
Pour les articles homonymes, voir Ebanks et BOW.
Raymond Ebanks, connu sous le pseudonyme de B.O. Dubb et initialement B.O.W., est un rappeur finlandais, né à Londres le 2 janvier 1970. Il est notamment connu comme chanteur du groupe Bomfunk MC's.

## Biographie
Raymond Anthony Ebanks est né à Londres d'un père jamaïcain et d'une mère finlandaise, et vit à Kontula, près d'Helsinki, depuis 1971. Il a commencé à enregistrer de la musique à l'adolescence, au début des années 1990, dans le cadre du groupe hip hop The Master Brothers, qui se produisait souvent sur des sets de DJ dans les clubs. Bien qu'aucun enregistrement n'ait été fait, certaines de leurs performances ont été enregistrées et sont apparues en ligne. Pendant cette période, Raymond rappe en tant qu'invité sur la chanson Cryin' Out de Rama.

### Soup de Loop
En 1995, Raymond a collaboré avec le producteur de longue date Jaakko Salovaara et la chanteuse Mari Vesala pour former le groupe pop Soup De Loop, et a signé pour le Blue Bubble Records. Leur musique était une combinaison de house music chantée par des femmes et de hip hop G-Funk, avec Mari au chant et Raymond au rap. Le groupe a sorti un album, Brainspotting, en 1997, et plusieurs singles, dont Keep On Doing, qui a connu un succès en Finlande et a figuré sur plusieurs compilations de danse à l'époque. Malgré cela, le groupe n'a pas eu de succès en dehors de la Finlande. Mari a quitté le groupe quelque temps après la sortie de l'album et a rompu plutôt que de chercher un autre chanteur.

### Bomfunk MC's
Après la dissolution de Soup De Loop, Ebanks et Salovaara ont rejoint le DJ Ismo Lappalainen pour former les Bomfunk MC's. Le groupe a été engagé par Sony Music Finland en raison de la faillite de Blue Bubble Records. Le groupe s'est rapidement fait un nom pour le breakdancing dans ses vidéos et les graffitis sur les pochettes d'albums, qui ont tous deux contribué à sa popularité. Malgré leur association avec le breakdance, le groupe a également interprété des chansons de hip hop plus lentes avec un matériel un peu plus trancey par la suite. Le groupe a sorti deux albums avec DJ Gismo, In Stereo et Burnin' Sneakers, et a sorti un certain nombre de singles à succès, dont les plus remarquables sont Uprocking Beats et Freestyler, qui est notamment devenu la chanson phare du groupe et dont on se souvient encore aujourd'hui.
Le groupe est resté populaire en Finlande et en Europe, mais a perdu de sa popularité ailleurs. Leur dernière sortie au Royaume-Uni a été Super Electric, dont l'album, Burnin' Sneakers, n'est jamais sorti au Royaume-Uni en raison des mauvaises ventes du single. Cependant, le groupe a contribué à la chanson officielle de la Coupe du monde 2002 pour la Suède (Crack It) Something Goin' On, ainsi que Put Your Hands Up et We R Atomic au jeu PlayStation Firebugs, dans lequel ils sont apparus comme des personnages jouables. Ces apparitions ont relancé la popularité du groupe au Royaume-Uni, mais cela n'a pas suffi pour la sortie de l'album. DJ Gismo a quitté Bomfunk MC's en 2002 pour rejoindre le groupe Stonedeep. Il a été remplacé par le duo Skillsters, composé de Riku Pentti et Okke Komulainen.
En 2005, le groupe a sorti l'album Reverse Psychology. Cet album était très différent des deux précédents, car il avait beaucoup plus qu'un son hip hop, à cet égard, plus en commun avec le matériel de Soup De Loop. L'album a été produit pour moitié par Salovaara, et l'autre moitié par Pentti et Komulainen. Le groupe a également expérimenté des morceaux inspirés de Trance comme Hypnotic et Turn It Up, et des chansons dance-rock comme No Way In Hell et Reverse Psychology.

## Discographie
- Ressources relatives à la musique :   - Discogs
  - MusicBrainz
- Ressource relative à l'audiovisuel :   - IMDb